# 里斯克勒
里斯克勒（法語：Riscle，法語發音：[ʁiskl]）是法国热尔省的一个市镇，属于米朗德区。2019年，市镇卡内并入里斯克勒。

## 地理
里斯克勒（43°39'24"N, 0°5'14"W）面积36.55 平方千米，位于法国奧克西塔尼大區热尔省，该省份为法国西南部内陆省份，北起顺时针与洛特-加龙省、塔恩-加龙省、上加龙省、上比利牛斯省、大西洋比利牛斯省和朗德省接壤。
与里斯克勒接壤的市镇（或旧市镇、城区）包括：阿杜尔河畔卡于扎克、伊佐奇、莫利谢尔、莫米松-拉吉扬、圣蒙、萨拉加希、塔尔萨克、维耶拉、圣拉纳。
里斯克勒的时区为UTC+01:00、UTC+02:00（夏令时）。

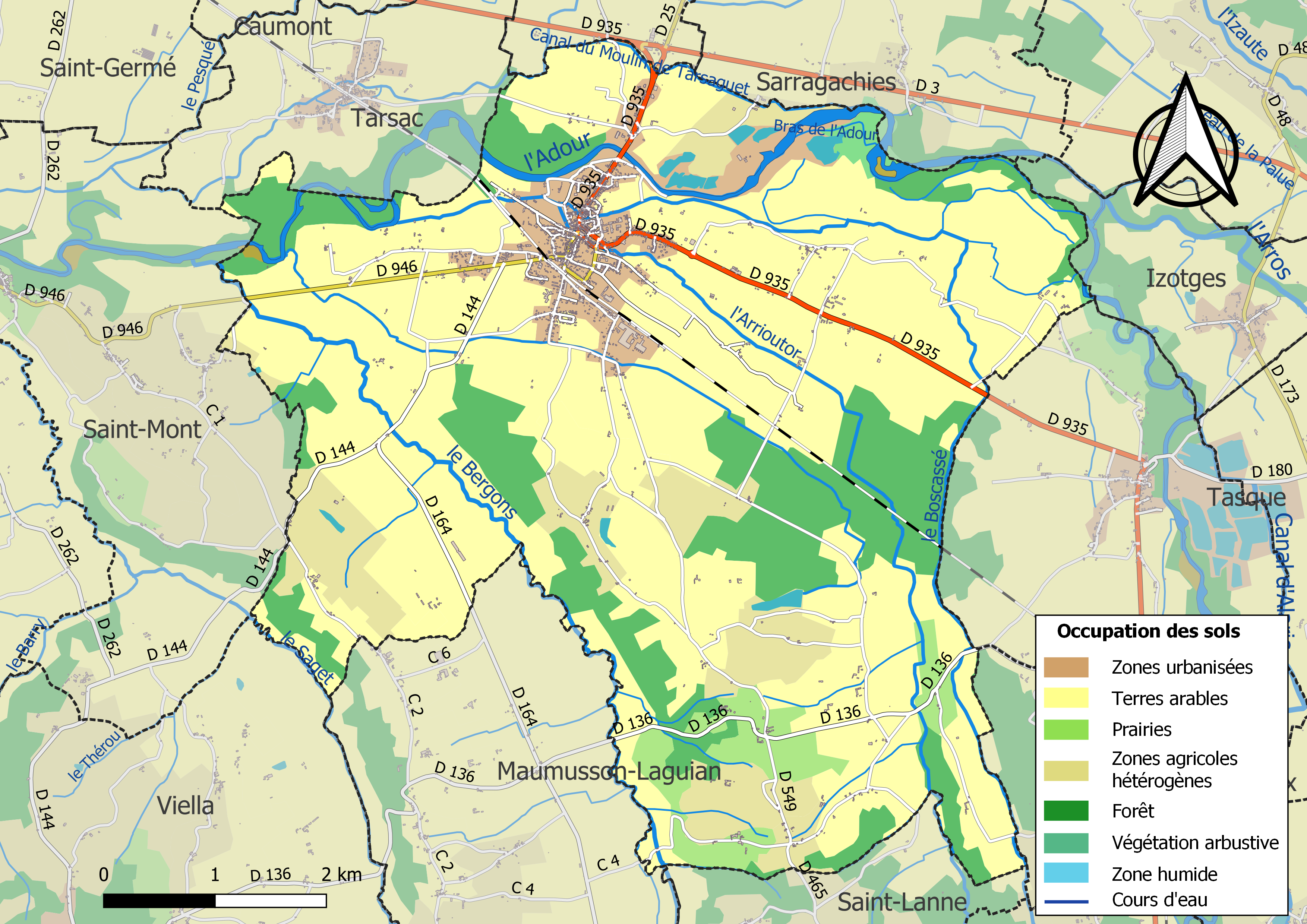
里斯克勒的OSM定位图

## 行政
里斯克勒的邮政编码为32400，INSEE市镇编码为32344。

## 政治
里斯克勒所属的省级选区为热尔阿杜尔县。

## 人口

1962-2008年间里斯克勒人口变化图示

里斯克勒于2022年1月1日时的人口数量为1643人。